# Spring Park (Minnesota)
Spring Park est une ville américaine située dans le Comté de Hennepin, dans le Minnesota. Selon le recensement de 2010, sa population est de 1 669 habitants.